# Canto a Baja California
El Canto a Baja California es el himno oficial del Estado de Baja California, en México. También fue el himno oficial del Estado de Baja California Sur de 1974 a 2018, cuando fue sustituido por el «Orgullo Sudcaliforniano».

## Historia
El 24 de febrero de 1956 el gobernador de Baja California, Braulio Maldonado Sández, convocó a un concurso para redactar un himno estatal, abierto a todos los interesados en participar. La letra ganadora fue escrita por el periodista Rafael Trujillo quien participaría en el concurso pese a vivir en Los Ángeles, California, y con música ganadora de autoría de Rafael Gama. El himno fue dado a conocer oficialmente con el nombre de «Canto a Baja California» el 27 de septiembre de 1956, siete meses después de haberse publicado la convocatoria.
Una posible interpretación hermenéutica acerca del contenido lírico del canto puede ser la relativa al incremento poblacional de braceros que no consiguieron colocarse en programas laborales de Estados Unidos e irremediablemente se quedaron a ensanchar la población urbana de Baja California. "Brazo poderoso" suena a una apelación velada a los "braceros" que transformaron el paisaje urbano de ciudades como Tijuana, Tecate y Mexicali, para quiénes Maldonado Sández diseñó toda una de vivienda popular. El poeta y periodista Rafael Trujillo conocer de las localidades dónde se localizaban los centros de reclutamiento braceril bien pudo observar dicha situación y emparentarla fonéticamente como parte de una identificación inconsciente. 

## Letra
La siguiente letra es la versión completa del canto a Baja California.
| Coro Baja California, brazo poderoso, al servicio eterno de la Patria estás; libre y soberano, bravo y laborioso, soldado en la guerra y obrero en la paz. Estrofas I De zafiros y perlas vestida, bajo el sol que en tu frente fulgura, eres diosa de rara hermosura, eres Venus que surge del mar; eres casta doncella que cuida en el Templo la llama sagrada la vestal con amor consagrada a velar por la Patria inmortal. II A los cielos gloriosos erguida eres roble y encina y palmera, en la guerra, invencible trinchera, un ubérrimo surco en la paz; ala enorme, con fuerza tendida, lanza en ristre y escudo y acero que opondrán su pujanza al que artero a la Patria pretenda ultrajar. III Eres firme atalaya y vigía, centinela impasible de vela custodiando el hogar y la escuela en viril posición vertical. Tus enhiestas montañas altivas son columnas que tocan el cielo donde el Águila Azteca en su vuelo de oro y mármol tendrá pedestal. IV Su tesoro te ofrendan las minas, su opulenta riqueza los mares, la campiña, algodón, olivares y maizal y viñedo y trigal. Mas no tienes riqueza que mida la del pueblo que lucha en tu nombre: tu riqueza mayor es el hombre, una cuna, una escuela, un hogar. V El trabajo fecundo es doctrina que sustenta tu vida afanosa, y por eso sabrás valerosa defender la Justicia Social. ¡Salve, oh, tierra, que firme y erguida quieres verte, taller y trinchera, convertida en el asta-bandera del glorioso Pendón Nacional! |